# Mały książę (album Aviego)
Mały książę – czwarty album studyjny polskiego rapera Aviego. Wydawnictwo ukazało się 31 marca 2023 roku nakładem wytwórni muzycznej Moya Label w dystrybucji e-Muzyka.
Album zadebiutował na 1. miejscu polskiej listy sprzedaży – OLiS. Płyta uzyskała certyfikat trzykrotnie platynowej płyty, za sprzedaż ponad 90 tysięcy kopii.
Pod względem muzycznym płyta łączy w sobie przede wszystkim hip-hop.
Album został nominowany do Bestsellera Empiku 2023 w kategorii muzyka: rap i hip-hop.

## Lista utworów
Opracowano na podstawie materiału źródłowego.
1. „Intro” – 0:34
2. „Mały książę” – 3:01
3. „Mara” (Gościnnie: ReTo) – 2:55
4. „Gelenda” – 2:33
5. „Leśmian” (gościnnie: Pezet)– 3:04
6. „Cierpienia młodego dilera” – 2:04
7. „Fred Astaire” (gościnnie: Oskar83 z grupy PRO8L3M)– 2:40
8. „Amaretto” – 2:52
9. „Warsaw Vice” (gościnnie: Kaz Bałagane) – 3:04
10. „Przełęcz” – 3:16
11. „C’est la vie” (gościnnie: Gibbs) – 3:17
12. „Requiem” – 2:34
13. „Nieskończoność” – 2:51
14. „Outro” – 0:48

## Notowania

### Pozycja na liście sprzedaży
| Kraj   | Lista         | Najwyższa pozycja |
| ------ | ------------- | ----------------- |
| Polska | OLiS – albumy | 1                 |

## Certyfikaty
| Kraj          | Certyfikat         | Sprzedaż |
| ------------- | ------------------ | -------- |
| Polska (ZPAV) | 3× platynowa płyta | 90 000+  |